# Lobobunaea leopoldi
Lobobunaea leopoldi är en fjärilsart som beskrevs av Eugène Louis Bouvier 1930. Lobobunaea leopoldi ingår i släktet Lobobunaea och familjen påfågelsspinnare. Inga underarter finns listade i Catalogue of Life.